# Falkenburg (Ganderkesee)
Falkenburg ist ein Ortsteil der Gemeinde Ganderkesee im niedersächsischen Landkreis Oldenburg.

## Geografie und Verkehr
Der Ortsteil liegt westlich vom Kernbereich von Ganderkesee. Nördlich liegt das 627 ha große Naturschutzgebiet Hasbruch und westlich der Falkensteinsee, der als Badesee genutzt wird. Südöstlich vom Ort fließt die Welse, ein linksseitiger Nebenfluss der Delme.
Durch den Ort führt die Kreisstraße K 343, nördlich in geringer Entfernung verläuft die A 28.

## Sehenswürdigkeiten
- Klassizistisches Amtshaus Falkenburg von 1824, heute Seminar- und Veranstaltungsort im Dorfpark Falkenburg

### Naturdenkmäler
- Eiche beim Lutherstift Falkenburg mit einem Brusthöhenumfang von 6,70 m (2016).[2]